# Zeatina reduttasi
La zeatina reduttasi è un enzima appartenente alla classe delle ossidoreduttasi, che catalizza la seguente reazione:
diidrozeatina + NADP+ ⇄ zeatina + NADPH + H+
L'enzima è stato precedentemente classificato, in maniera errata, come numero EC 1.1.1.242.